# 斯皮爾維爾 (愛荷華州)
斯皮爾維爾（英語：Spillville）是一個位於美國愛荷華州溫納希克縣的城市。

## 地理
斯皮爾維爾的座標為43°12′00″N 91°57′00″W / 43.20000°N 91.95000°W，而該地的平均海拔高度為326米（即1070英尺）。

## 人口
根據2010年美國人口普查的數據，斯皮爾維爾的面積為1.11平方千米，當中陸地面積為1.09平方千米，而水域面積為0.02平方千米。當地共有人口367人，而人口密度為每平方千米330人。